# Tisoa del Ménalo

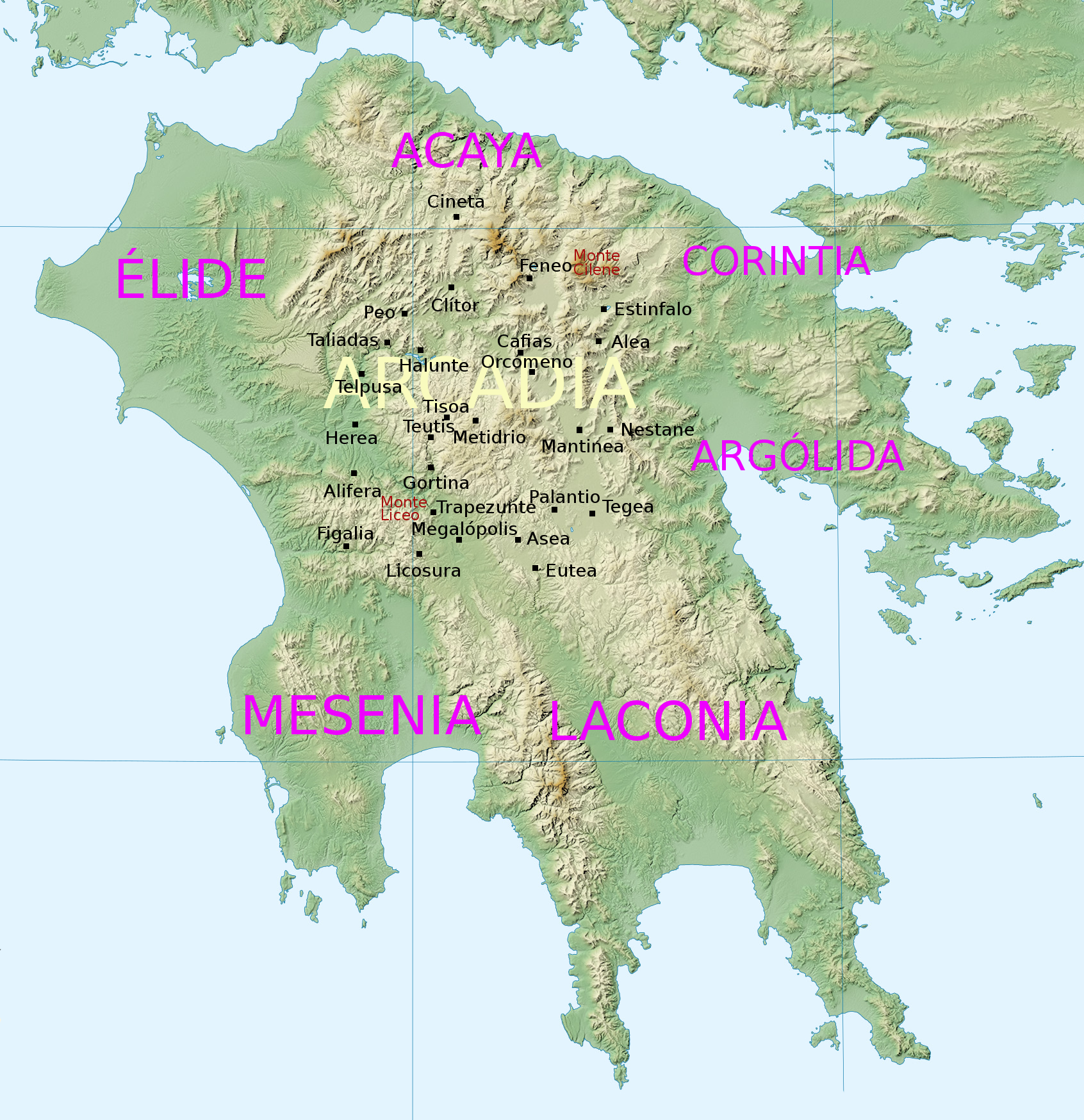
Mapa del Peloponeso con la situación de algunas de las principales ciudades de la antigua Arcadia. Tisoa se ubicaba en la zona central.

Tisoa del Ménalo (en griego Θεισόα ἡ τοῦ Μαινάλου) era una aldea de la antigua región de Arcadia, situada en el monte Ménalo. Se le llama así para diferenciarla de Tisoa del Liceo ubicada en el monte Liceo.
Según Pausanias, que la cita en su Arcadia, se encontraba en el camino a Teutis y limitaba con Metidrio. Su ubicación se identifica con el pueblo actual de Karkalú, cerca de Dimitsana, en el que se han encontrado restos antiguos. 
Estaba en el monte Ménalo, a cuyo pie nace el río Lusio ("lavador"), en el que las ninfas lavaron a Zeus recién nacido. De este hecho tomó su nombre la ninfa Tisoa.